# سیارک ۱۴۰۷۵
سیارک ۱۴۰۷۵ (به انگلیسی: 14075 Kenwill، نامگذاری:1996OJ) چهارده هزار و هفتاد و پنجمین سیارک کشف شده‌است که در ۱۸ ژوئیه ۱۹۹۶ کشف شد.